# نحل طويل القرون
نحل طويل القرون أو نحل القرون الطويلة أو يوسيرني (الاسم العلمي: Eucerini)، هي قبيلة تتبع فصيلة النحلية والقبيلة الأكثر تنوعًا فيها، حيث تضم أكثر من 32 جنسًا حول العالم، جميع أنواع هذه القبيلة انفرادية المعيشة، لكن يمكن رؤية العديد منها يعشش في مستعمرات كبيرة، وتُرصد أحيانًا تجمعات كبيرة من الذكور في حالة "نوم" جماعي.
يتميز معظم أجناس هذه القبيلة بقرون استشعار طويلة بشكل خاص لدى الذكور، وهو ما يُنسب إليه اسم القبيلة (حيث أن المقطع eucer- يعني "حقيقي القرون")، ويرى أقصى درجات تنوع هذه القبيلة في نصف الأرض الغربي.

## التصنيف
يُعد التصنيف داخل هذه القبيلة فوضويًا إلى حد ما، حيث أن العديد من الأجناس ضعيفة التوصيف، مع تركيز غالبية الأنواع (حوالي 500 نوع) في خمسة أجناس منها فقط، هذه القبيلة بحاجة ماسة إلى مراجعة تصنيفية شاملة، ومن المحتمل أن يؤدي ذلك إلى دمج العديد من الأجناس المنفصلة حاليًا.
أُجريت مراجعة في عام 2000 أزالت سبعة أجناس، وتبعتها مراجعة أخرى في عام 2018 أزالت ستة أجناس إضافية من هذه القبيلة.

## الأجناس
- Agapanthinus LaBerge, 1957
- Alloscirtetica Holmberg, 1909
- Canephorula Jörgensen, 1909
- Cemolobus Robertson, 1902 (نقلت حديثًا ضمن Eucera)
- Cubitalia Friese, 1911
- Eucera Scopoli, 1770 النوع (الاسم العلمي: Eucera nigrescens)
- Eucerinoda Michener & Moure, 1957
- Florilegus Robertson, 1900

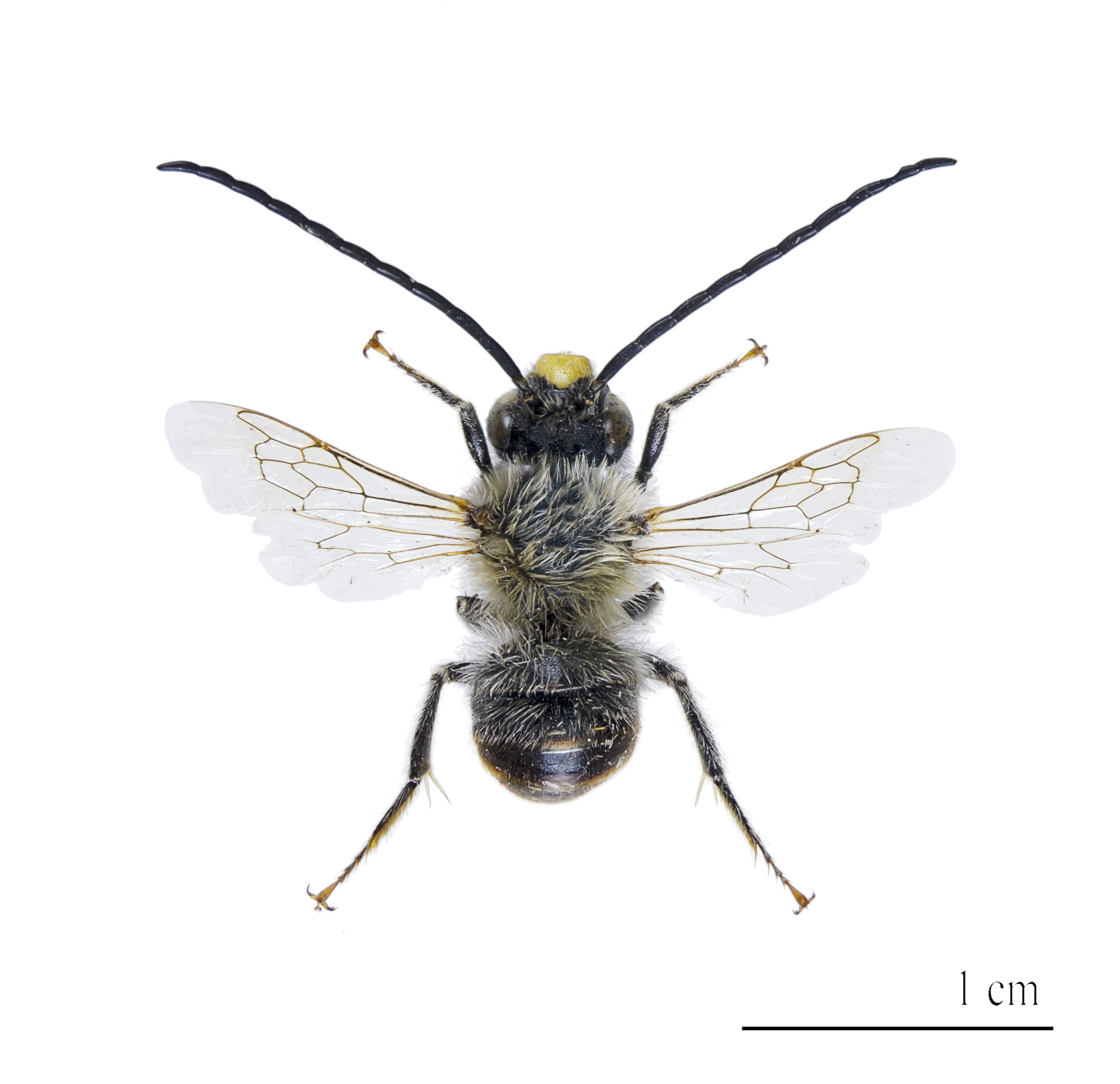
النوع (الاسم العلمي: Eucera nigrescens)

- Gaesischia Michener, LaBerge & Moure, 1955
- Gaesochira Moure & Michener, 1955
- Hamatothrix Urban, 1989
- Lophothygater Moure & Michener, 1955
- Martinapis Cockerell, 1929
- Melissodes Latreille, 1829
- Melissoptila Holmberg, 1884
- Micronychapis Moure & Michener, 1955
- Mirnapis
- Notolonia Popov, 1962
- Pachysvastra Moure & Michener, 1955
- Peponapis Robertson, 1902 (نقلت حديثًا ضمن Eucera)
- Platysvastra Moure, 1967
- Santiago Urban, 1989
- Simanthedon Zavortink, 1975
- Svastra Holmberg, 1884
- Svastrides Michener, LaBerge & Moure, 1955
- Svastrina Moure & Michener, 1955
- Syntrichalonia LaBerge, 1957 (نقلت حديثًا ضمن Eucera)
- Tetralonia Spinola, 1839 (نقلت حديثًا ضمن Eucera)
- Tetraloniella Ashmead, 1899
- Thygater Holmberg, 1884
- Trichocerapis Cockerell, 1904
- Ulugombakia
- Xenoglossa Smith, 1854 (نقلت حديثًا ضمن Eucera)

## طالع أيضًا
- فثيريا
- دنانيات
- نحليات قارضة
- نحل بناء